# Retrospective EP 1: Everybody's Changing
Retrospective EP 1:Everybody's Changing es un EP de la banda británica de rock Keane, lanzado el 5 de diciembre de 2008 en formato de descarga digital. El EP trata principalmente sobre la canción "Everybody's Changing" de su álbum debut Hopes and Fears de 2004. También contiene el tema "Into the Light" interpretado por el pianista y tecladista de la banda Tim Rice-Oxley además de la versión demo de "Fly to Me".

## Lista de canciones
1. Everybody's Changing (Original demo)
2. Everybody's Changing (Demo from July 2002)
3. Everybody's Changing (Fierce Panda version)
4. Everybody's Changing (Live version from first Lamacq Live electric session on Radio 1)
5. Fly To Me (demo)
6. Into The Light (demo) (Unreleased Song)
7. "Video chat of Tim interviewed by Tom about Everybody's Changing